# Вероника скромная
Веро́ника скро́мная, или веро́ника двойча́тая, или Веро́ника гля́нцевая (лат. Veronica polita) — однолетнее или двулетнее травянистое растение, вид рода Вероника (Veronica) семейства Подорожниковые (Plantaginaceae).

## Ботаническое описание

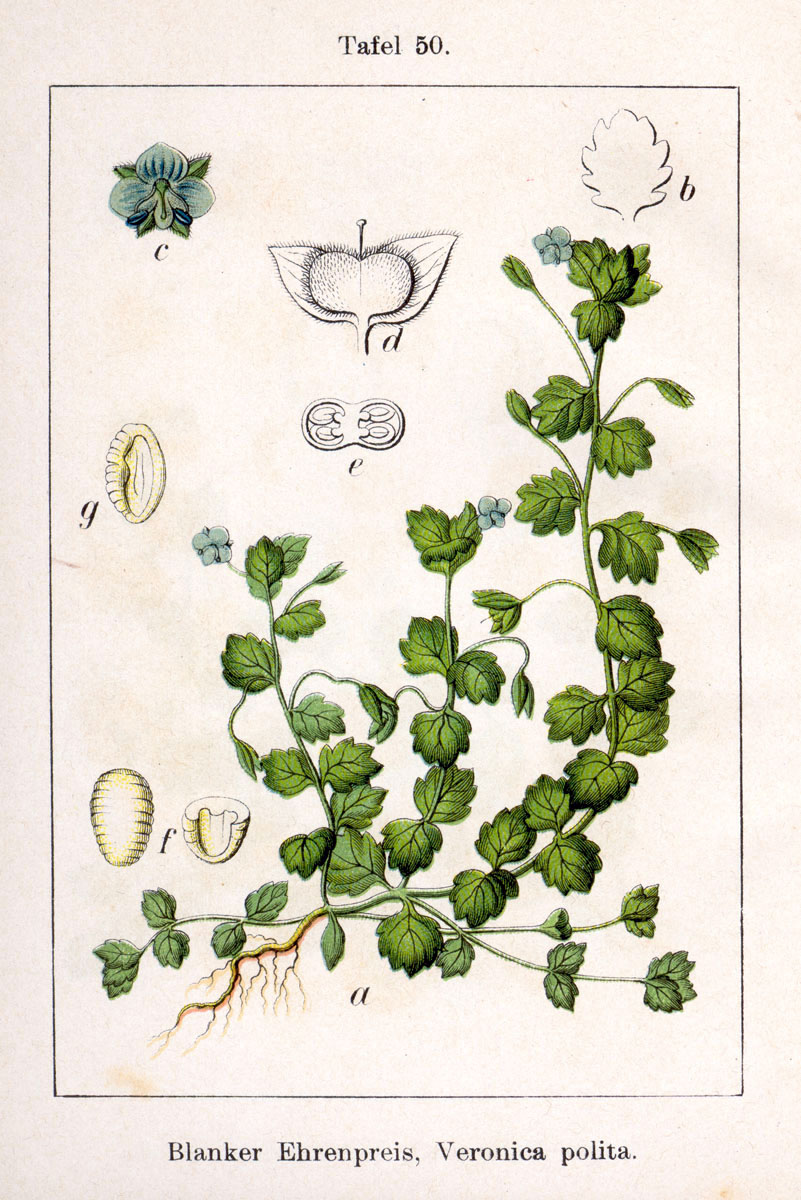

Растение коротко и курчаво волосистое. Корни тонкие, короткие.
Стебли слабые, тонкие, лежачие, восходящие, при основании с приподнимающимися или лежачими побегами, густо облиственные, (4)10—25 см высотой.
Листья на коротких черешках, округло-сердцевидные до обратнояйцевидных, 7—9(10) мм длиной, 6—7 мм шириной, почти треугольные, при основании усечённые, округлые или сердцевидные, толстоватые, по краю чаще глубоко крупногородчатые, голые или рассеянно волосистые.
Цветки по одному на длинных цветоножках, в пазухах обыкновенных или несколько уменьшенных листьев. После цветения цветоножки отогнуты вниз, почти равны или несколько длиннее листьев, рассеянно волосистые. Чашечка глубоко четырёхраздельная, доли чашечки широкояйцевидные, с выдающимися жилками, острые, при основании несколько прикрывающие друг друга краями, при плодах до 5 мм длиной, равны или в 1,5 раза длиннее коробочки с рассеянными волосками и жёсткими ресничками. Венчик интенсивно голубой или синий, с пурпуровым зевом (4)5—8 мм в диаметре, несколько длиннее чашечки или равный ей; трубка венчика очень короткая, с пятью жилками; отгиб венчика из (3)4 округло-яйцевидных и одной яйцевидной доли. Тычинки короче венчика, изогнутые.
Коробочка немного короче чашечки, несколько вздутая, почти округлая или почковидная, с шириной, превышающей длину, с двумя выпуклыми лопастями, обычно с узкой и маленькой выемкой или же более широкой выемкой, если лопасти расходятся под прямым углом, с округлым краем, без киля, с незаметными жилками, опушённая густыми, короткими, отстоящими, простыми волосками с примесью главным образом по краю более длинных и редких железистых волосков или же коробочка голая. Столбик превышает выемку коробочки, короткий и прямой. Семена по 6—12 в каждом гнезде, 1—1,5 мм длиной, овальные, ладьевидно-вогнутые, морщинистые.

## Распространение
Западная Европа: все страны, в Фенноскандии не севернее 62° северной широты, в прибалтийской части Польши — редко; территория бывшего СССР: на западе и юге европейской части, северная граница сплошного произрастания идёт по линии Брест — Киев — Харьков — Волгоград, отдельные местообитания в Прибалтике и Ленинградской области, Крым, Кавказ; Средняя Азия: южная часть Казахстана (преимущественно в горных и предгорных районах, до Джунгарского Алатау на северо-восток); Азия: страны Ближнего Востока и Аравийского полуострова, Турция, Иран, Афганистан, Непал, Индия, КНДР, юг Корейского полуострова, Китай (Джунгария, Кашгария и восточные провинции), страны Индокитая, Япония; Африка: Алжир, Марокко, Тунис, Египет, Судан; Северная Америка: Канада (юго-восток), США (восточные штаты от Новой Англии до Флориды и Техаса); Центральная Америка: Мексика; Южная Америка: Аргентина.
Растёт на галечниках и различных рудеральных местообитаниях, главным образом на низменности и в предгорьях.